# 前田幸
前田 幸（まえだ みゆき、1986年6月13日 - ）は、北海道札幌市出身のラジオパーソナリティ、マルチタレント。

## 略歴
札幌で生まれ育ち、美容専門学校を卒業。エステティシャンとなり、大阪・沖縄・東京への在住ののち札幌へ戻り、エフエム北海道のオーディションを受け、2018年まで同局で番組リポーターやDJを担当。その後2018年春より東京にて活動。
アニメについても造詣があり、小さい頃から様々なアニメの女性キャラに元気をもらい「2次元の登場人物に対し、生身のアイドルを応援する気持ちになる」と語っている。
島みやえい子の門下生として、「まえだみゆき」「MIYUKI」名義で音楽活動も行う。その後2018年の再上京後には「myule」（みゆる）名義も用いた。
2025年5月にはInstagramで結婚を発表。

## 出演
ラジオ番組
- 大三元 / MOXY「APIA INFORMATION」コーナー（AIR-G' 2010年 - 2018年3月）
- アンニョン?（AIR-G' 2012年1月 - 2014年4月レギュラー放送、 2014年5月 - 2017年7月不定期放送）
- AV Music Channel（AIR-G' 「FM10.8」コーナー担当）
- LION Ban presents YOSAKOI応援キャラBan（AIR-G' 2014 - 2017年毎年6月）
- 開局記念特別番組 秋を食べるAIR-G'シリーズ（2015 - 2017年毎年9月）
- ANI-ON!（AIR-G' 2014年1月 - 2018年3月）

舞台
- NEXTAGE 第2回公演「DIP!」（2014年4月9日 - 13日）[10]
- メロトゲニ page.3「苦いアーモンドのかじり方。」（2018年9月12日 - 16日）[11]
- トワイライト･ミュージカル ZONE-00 月食（2019年9月14 - 23日 白百合姫役声の出演）
- ヒラオカンパニー「Princess Princess! the MUSICAL」（2019年10月3・5日 スター組公演魔法使い役）

イベント司会
- TOYAKOマンガ・アニメフェスタ
- きたまえ↑ 札幌☆マンガ・アニメフェスティバル
- オトキタLIVE

## ディスコグラフィー
シングル
1. in the Attic（2017年）[8]
2. HAPPILY EVER AFTER（2018年3月3日発売）[8][12]

参加作品
- LISMORE（R135TRACKS）
  - 「Choose me feat. myule」（2018年6月6日発売）[13]
  - 「にゃーの歌 feat. myule」（2018年9月26日発売）[14]
  - 「Starlight feat. myule」（2018年10月24日発売）
  - 「薄紅ロード feat. myule」（2019年2月27日発売）
- マナティーの大群「Mallow&Mellow」「55634」